# Contea di Platte (Wyoming)
La contea di Platte (in inglese Platte County) è una contea dello Stato del Wyoming, negli Stati Uniti. La popolazione al censimento del 2000 era di 8 807 abitanti. Il capoluogo di contea è Wheatland.

## Geografia
La contea si colloca nel sud-est dello Stato, a est del Laramie Range. Il fiume North Platte scorre nella parte nord-orientale.

### Contee confinanti
- Contea di Niobrara - nord-est
- Contea di Goshen - est
- Contea di Laramie - sud
- Contea di Albany - ovest
- Contea di Converse - nord-ovest

## Storia
La contea fu creata nel 1991 e formalizzata nel 1913. Deve il suo nome al fiume North Platte, tutt'oggi linfa dell'area, che permette alcune colture.

## Comuni

### Towns
- Chugwater
- Glendo
- Guernsey
- Hartville
- Wheatland (capoluogo)

### Census-designated places
- Chugcreek
- El Rancho
- Lakeview North
- Slater
- Westview Circle
- Y-O Ranch
- Whiting